# Bernard Povel

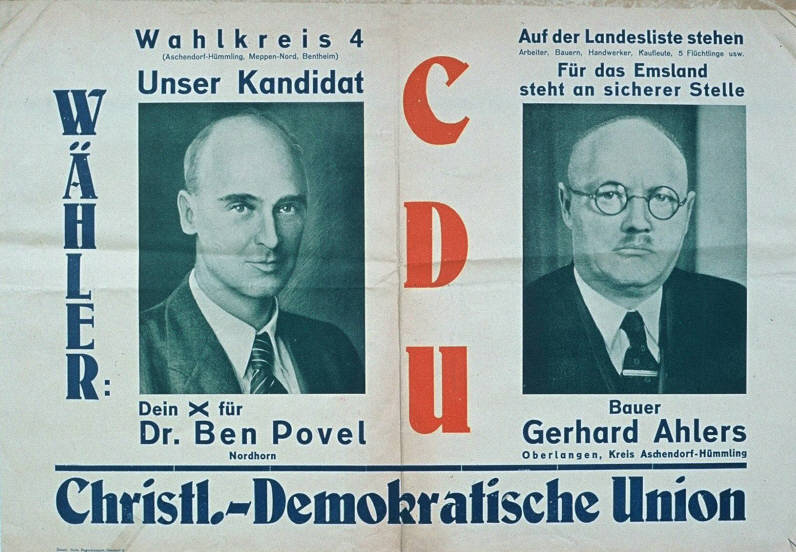
Bernard Povel auf einem Bundestagswahlplakat 1949

Bernardus Povel, genannt Bernard oder Ben (* 28. August 1897 in Amsterdam; † 21. Oktober 1952 in München) war ein deutscher Unternehmer und Politiker (CDU).

## Herkunft und Beruf
Sein Vater Hermann Povel war als katholisch-welfischer Preußengegner kurz vor der Einberufung zur preußischen Armee nach Amsterdam geflohen. Bernard Povel besuchte bis 1910 die katholische Volksschule in Heemstede bei Haarlem, wohin die Familie 1904 gezogen war. 1907 erhielt Povel die niederländische Staatsbürgerschaft. Da das Familienunternehmen Ludwig Povel & Co., eine führende Textilfabrik in Nordhorn, stark expandierte, sollte sein Vater zurückkehren und in die Geschäftsleitung einsteigen. Seine beantragte Wiedereinbürgerung wurde wegen des nicht abgeleisteten Militärdiensts zunächst verworfen, doch nach einem Bittgesuch der niederländischen Mutter an Kaiser Wilhelm II. wurde dem Antrag stattgegeben. So zog die Familie 1908 nach Nordhorn, wo Bernard Povel bis 1910 die Volksschule, sodann die Rektoratsschule besuchte. Da es in der Grafschaft Bentheim keine Möglichkeit gab, das Abitur abzulegen, wechselte er auf eine Münsteraner Schule. Povel meldete sich als Kriegsfreiwilliger, wodurch er seine niederländische Staatsbürgerschaft verlor, und machte 1915 das Notabitur. Bis 1918 nahm er am Ersten Weltkrieg teil.
Nach Kriegsende studierte er Wirtschafts- und Sozialwissenschaften und promovierte an der Universität zu Köln zum Dr. rer. pol. Dort wurde er 1919 Mitglied der K.D.St.V. Rappoltstein im CV. 1922 trat er in das weiterhin stark expandierende Familienunternehmen ein und wurde 1923 Teilhaber der Kommanditgesellschaft Povel in Nordhorn. Das Unternehmen hatte im August 1927 1513 Beschäftigte und war zweitgrößtes Textilunternehmen der Stadt, einem Zentrum der deutschen Textilindustrie.
Povel interessierte sich sehr für Wirtschafts- und Sozialwissenschaften, Theologie und Geschichte und baute sich eine beachtliche private Bibliothek auf. Politisch unterstützte er bis 1933 die katholische Zentrumspartei. 1933 trat er dem Stahlhelm bei, dessen örtlicher Führer Friedrich Illies Leiter einer konservativen Widerstandsgruppe war. Bei der Zwangsüberführung des Stahlhelms in die nationalsozialistische SA 1935 trat er aus letzterer aus. Von 1939 bis 1942 war Povel eingezogen und nahm hauptsächlich als Dolmetscher am Krieg teil, zunächst in den Niederlanden, später in Belgien und Frankreich. Während der Zeit des Nationalsozialismus ermöglichte Povel einigen ihm bekannten jüdischen Mitarbeitern und Geschäftsfreunden, so Carl Joel, Franz und Rose Laqueur, William Aleksandrowicz, Walter Salomonson, Rudolf Harburger und H. Grabowski, die Flucht aus Deutschland, z. T. sogar, indem er selbst als wohlbekannter Unternehmer sie (in der Hoffnung, nicht kontrolliert zu werden) über die niederländische Grenze chauffierte. Er trug auch dazu bei, dass die Nordhorner Textilindustrie unbeschadet den Einmarsch der Alliierten 1945 überstand und nicht, wie angeordnet, vor dem deutschen Rückzug zerstört wurde.
Sein Unternehmen nahm nach 1945 rasch die Produktion wieder auf und beschäftigte zu Beginn der 1950er Jahre gut 2200 Mitarbeiter.

## Politisches Wirken
Die britische Besatzungsmacht berief Povel 1945 in den ersten ernannten Grafschafter Kreistag, dem er dann wieder ab 1948 angehörte. Zugleich betätigte sich Povel von 1946 bis 1948 im Nordhorner Stadtrat. Povel gehörte 1946 zu den Mitbegründern der CDU in der Grafschaft Bentheim und war 1949 bis 1950 ihr Kreisvorsitzender. Bei der Wahl zum ersten Bundestag Wahl zum ersten Bundestag 1949 gewann Povel das Mandat des Wahlkreises Emsland. Im Bundestag engagierte er sich für die Förderung des lange vernachlässigten Emslands und gründete dazu ein Sekretariat Emsland, das er aus eigenen Mitteln finanzierte. Zugleich unterstützte er die Bemühungen zur Zurückweisung von niederländischen Gebietsforderungen, was letztlich zur Verabschiedung des Emslandplans durch den Bundestag im Mai 1950 beitrug.
Weiterhin setzte er sich für das Betriebsverfassungsgesetz ein, von dem er wesentliche Teile bereits 1947 in seinem Betrieb eingeführt hatte.

## Schriften
- Die Nordhorner Textilindustrie. Dissertation, Universität zu Köln, 1922.
- verschiedene Zeitungsartikel zur Nordhorner Textilgeschichte